# Paula Perry
Paula Perry (* 1971) ist eine US-amerikanische Rapperin aus Brooklyn, New York.

## Leben und Werk
Paula Perry wuchs in Fort Greene in Brooklyn auf, einer Gegend, die zu jener Zeit vor allem aus Plattenbauten mit Sozialwohnungen (sogenannten Projects) bestand. Entdeckt wurde sie vom Rapper Uneek, der ebenfalls aus Brooklyn stammte, und der sie Masta Ace vorstellte. Mit Masta Ace nahm Perry dann 1992 einen Song namens Kick It On The One auf, der für das zweite Solo-Album von Masta Ace, Shelf Life, gedacht war. Da sich Masta Ace jedoch mit seinem Label Cold Chillin’ überwarf, kam es nicht mehr zu der Veröffentlichung dieses Albums. Die bereits fertiggestellten Songs wurden erst Jahre später auf zwei EPs veröffentlicht. Der mit Paula Perry aufgenommene Song befindet sich auf der ersten dieser beiden Scheiben, auf Shelf Life Vol. 1, einer 2013 erschienenen und auf 300 Exemplare limitierten Pressung auf Chopped Herring Records.
Nach der Trennung von Cold Chillin’ gründete Masta Ace die Masta-Ace-Incorporated-Crew (Masta Ace, INC.) und wechselte mit dieser Gruppe zum Label Delicious Vinyl. Auch Paula Perry wurde in die Crew mit aufgenommen. Gemeinsam wurde 1993 das Album SlaughtaHouse veröffentlicht. Anlässlich des zehnten Geburtstages der 1983 gestarteten TV-Musiksendung Video Music Box konnten Paula Perry und Masta Ace ihren Song Who You Jackin vom SlaughtaHouse-Album live performen. Nachdem Perry eine frühe Tour der Gruppe noch abgesagt hatte, da sie die eigene berufliche Laufbahn der unsicheren Musikkarriere zunächst vorzog, tourte sie danach regelmäßig mit Masta Ace, INC. Nach eigener Aussage erhielt sie lediglich für diese Tour-Auftritte Geld vom Plattenlabel, nicht jedoch für ihre Beteiligung an den Alben.
Zwei Jahre später, 1995, wurde das zweite Album der Crew mit dem Namen Sittin' On Chrome veröffentlicht. Dieses schaffte es auf Platz 19 der Billboard-Top-R&B/Rap-Album-Charts und verblieb über Monate in den Billboard Top 200.
1996 veröffentlichte Paula Perry ihre erste 12″-Maxi als Solokünstlerin unter dem Titel Paula's Jam (auf Loose Cannon Records, einem von 1994 bis 1996 bestehenden Imprint von PolyGram Records, dessen bekanntester Künstler Buju Banton war). Der Song erhielt in der Musikpresse teilweise überragende Kritiken. In einer Rezension hieß es:

„If we were judging female MCs these days on verbal skills instead of punany poetry, then Lil’ Kim and Foxy Brown would revert to their given names and serve 24-year-old Brooklynite Paula Perry fluted glasses of Cristal.“

„Würde man Rapperinnen nach ihren verbalen Fähigkeiten und nicht nach ihrer sexualisierten Gossensprache beurteilen, müssten Lil' Kim und Foxy Brown ihre Karriere beenden („ihre bürgerlichen Namen wieder annehmen“) und der 24-jährigen Paula Perry aus Brooklyn Champagner („Cristal“ ist eine Champagner-Marke) in Kristallgläsern servieren.“

Es folgten im Jahre 1998 der Song Down To Die For This (auf dem Label Motown) sowie Kollaborationen mit den Lost Boyz (The BQE) und anderen Rapperinnen (Nicki D, Paula Perry, Rah Digga, Heather B., Precious P & Bahamadia – Six-Pack).
Mit der von DJ Premier produzierten und in den D&D-Studios in New York aufgenommenen Single Extra, Extra!! sollte (ebenfalls im Jahre 1998 auf Motown) im Stile eines Extrablattes der fiktiven Zeitung Fort Greene Chronicles auf ihr bereits fertiggestelltes und in den Startlöchern stehendes Album mit dem Titel Tales From Fort Knox (der Titel ist eine Anspielung auf ihren Geburtsort Fort Greene, Brooklyn) hingewiesen werden. Der Song wurde international im Radio gespielt und fand auch in der deutschen Musikpresse Erwähnung:

„Veredelt von den goldenen Produzentenhänden DJ Premiers begeistert dieser Track von Paula Perrys Debütalbum [...] von der ersten Sekunde an. Die geniale Mixtur aus hypnotischen Minimal-Beats, einem packenden Funk-Groove und einer Stimme, von der man sich gerne noch ein paar Geschichten erzählen lassen würde, fesselt nachhaltig.“

Das genannte Album wurde jedoch zunächst nicht veröffentlicht, angeblich, weil das Label (Mad Sounds Recordings, ein in den 1990er-Jahren existentes und auf Hip-Hop spezialisiertes Sublabel von Motown) die für die Veröffentlichung und die Promotion gedachten Gelder stattdessen für ein Album von Queen Latifah (Order In The Court) verwendete. Die meisten Promo-CDs des 17 Song starken Albums wurden vom Label vernichtet, obwohl es bereits Rezensionen in Musikmagazinen gegeben hatte. Angeblich existierten nur noch weniger als zehn Exemplare, sodass einzelne Promo-CDs des Albums im Internet zu Höchstpreisen gehandelt wurden. Neben den bis dahin erschienenen Einzeltracks enthielt das Album Produktionen von Easy Mo Bee, Clark Kent und Domingo. Als Gäste traten u. a. Kelly Price und Perrys Mentor, Masta Ace, sowie Que 45, mit dem sie einen gemeinsamen Sohn hat, auf. Masta Ace produzierte unter dem Pseudonym Ase One zudem vier Lieder des Albums.
Zwei Jahre später erschien mit Y'All Chickens Make Me Laugh eine weitere 12″ der Künstlerin unter ihrem bürgerlichen Namen (dieses Mal auf dem Label Fully-Blown Recordings), die ebenfalls international im Radio gespielt wurde. Eine letzte auf einem physischen Tonträger erhältliche Soloveröffentlichung war die unter dem Pseudonym „The God Mommie“ veröffentlichte 12″ I'm So Ghetto / Watch Ya Head (im Jahre 2003 via Familliar Faces Records). Seitdem trat Paula Perry nur noch durch im Internet veröffentlichte Mixtapes (Paula Perry The Godmommy, 2009, sowie Take Another Shot At It, 2012) sowie durch kurze Videos hervor, bei denen sie selbst Regie führte.
Obwohl sich Paula Perry durch ihre frühen Songs im Hip-Hop-Underground einen Namen gemacht hatte (sowohl Paula's Jam als auch Extra, Extra!! waren Underground-Hits und schafften es in die Hot R&B Singles der Billboard-Charts), verschwand sie für mehrere Jahre als Musikerin von der Bildfläche, ohne den kommerziellen Durchbruch als Solokünstlerin geschafft zu haben.
Nachdem sie bereits in den Jahren 2009 und 2012 mit im Internet veröffentlichten Mixtapes wieder in Erscheinung getreten war, erschien im Oktober 2018 bei Youtube ein Video zu ihrer neuen Single Shut the Fuck up, die zudem bei den Streaming-Diensten Spotify, Apple Music und Napster erschien. Ende 2021 folgte ein Musikvideo zum Song Guess who's back. Am 30. Dezember 2021 wurde nach über 23 Jahren Wartezeit das Album Tales from Fort Knox doch noch veröffentlicht. Es erschien in limitierter, handnummerierter Stückzahl.

## Diskografie

### Alben
- 1993: SlaughtaHouse (auf dem Label Delicious Vinyl, als Bestandteil von Masta Ace, INC.)
- 1995: Sittin' On Chrome (auf dem Label Delicious Vinyl, als Bestandteil von Masta Ace, INC.)
- 1998: Tales From Fort Knox (Solo-Album auf dem Label Mad Sounds Recordings (Motown), unveröffentlicht; siehe unten, 2021)
- 2009: Paula Perry The Godmommy (Internet-Mixtape)
- 2012: Take Another Shot At It (Internet-Mixtape)
- 2021: Tales From Fort Knox (Solo-Album auf dem Label Item Records, limitiert)

### Singles
- 1996: Paula's Jam
- 1998: The BQE (mit der Gruppe The Lost Boyz)
- 1998: Six-Pack (mit Nicki D, Rah Digga, Heather B., Precious P & Bahamadia)
- 1998: Extra, Extra!!
- 1998: Down To Die For This
- 2000: Y'All Chickens Make Me Laugh
- 2003: I'm So Ghetto / Watch Ya Head (als The God Mommie)
- 2018: Shut the Fuck up (Famous Records)